# Milivoje Mijović
Milivoje Mijović (in serbo Миливоје Мијовић?; Belgrado, 18 dicembre 1991) è un cestista serbo.

## Palmarès
- Campionato slovacco: 1

Levice: 2017-18
- Coppa di Bulgaria: 1

Levski Sofia: 2019